# شهرستان آرکانزاس
شهرستان آرکانزاس، آرکانزاس (به انگلیسی: Arkansas County, Arkansas) شهرستانی در ایالات متحده آمریکا است که در آرکانزاس واقع شده‌است.

## خصوصیات
شهرستان آرکانزاس ۲٬۶۷۸٫۰۶ کیلومترمربع مساحت دارد.